# San Martín Tlamapa
San Martín Tlamapa är en ort i Mexiko.   Den ligger i kommunen Santa Isabel Cholula och delstaten Puebla, i den sydöstra delen av landet, 90 km sydost om huvudstaden Mexico City. San Martín Tlamapa ligger 2 127 meter över havet och antalet invånare är 1 636.
Terrängen runt San Martín Tlamapa är kuperad åt sydväst, men åt nordost är den platt. Terrängen runt San Martín Tlamapa sluttar söderut. Runt San Martín Tlamapa är det tätbefolkat, med 476 invånare per kvadratkilometer. Närmaste större samhälle är Cholula, 13,7 km nordost om San Martín Tlamapa. Omgivningarna runt San Martín Tlamapa är en mosaik av jordbruksmark och naturlig växtlighet.